# Racconigi
Racconigi es un municipio italiano de la provincia de Cuneo en el Piamonte, a 40 km al sur de Turín, y 50 km al norte de Cuneo por ferrocarril. 
La economía se basa principalmente en la agricultura, producción de leche y carne, y la producción industrial de láminas de metal.

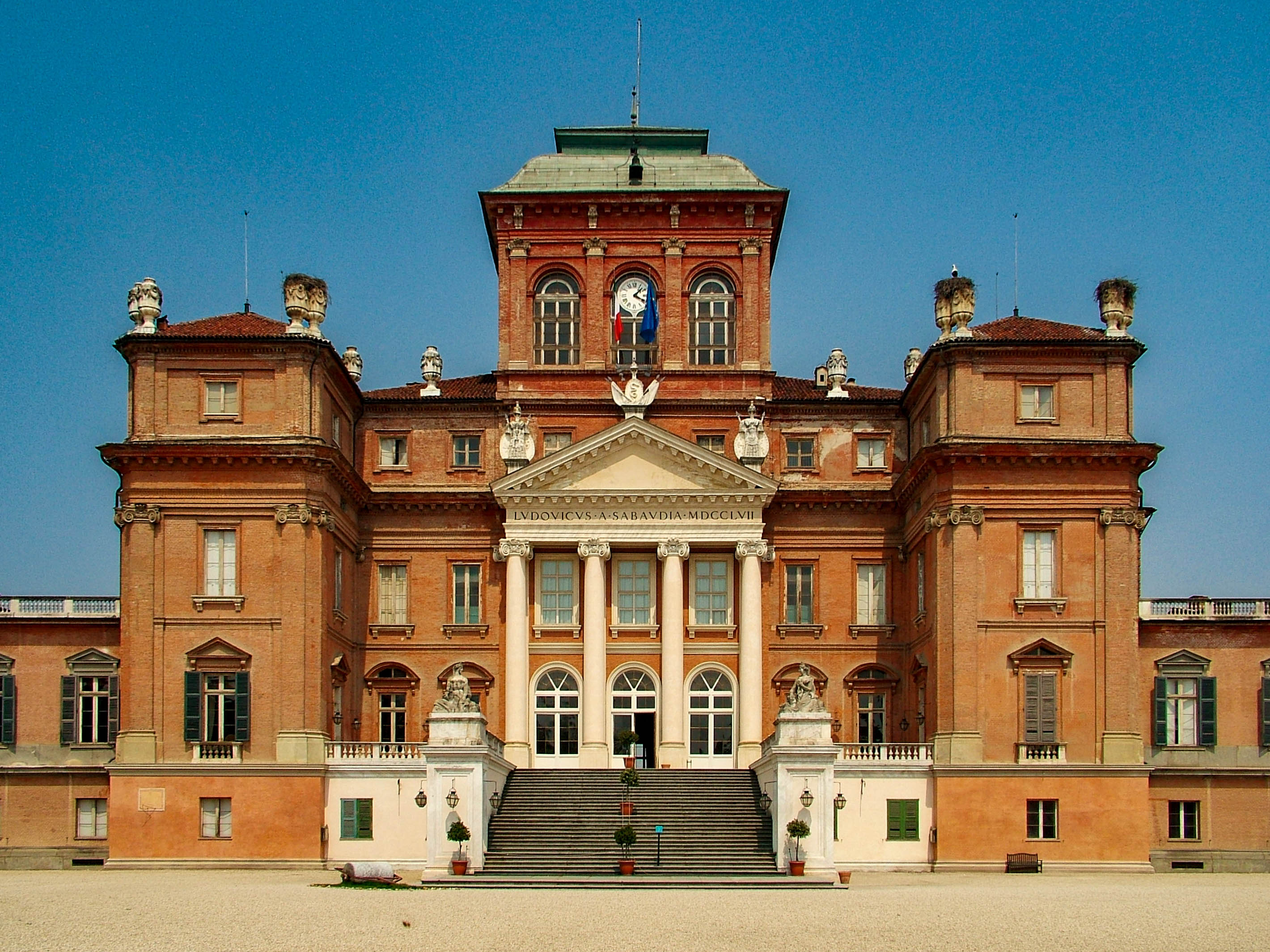
Fachada del Castillo de Racconigi.

## Historia
La ciudad fue fundada en tiempos medievales. Era una posesión de los marqueses de Saluzzo, de los príncipes de Acaya y de los Saboya-Cariñano.

## Lugares de interés
- El Castillo de Racconigi es una residencia real construida en 1570 sobre la base de un castillo anterior que databa de comienzos del segundo milenio. El gran parque fue ordenado en 1755 por el jardinero francés Molard según diseños de Le Nôtre, y ampliado en 1835. El castillo se convirtió en la residencia de verano del Rey de Italia en 1901, y forma parte del lugar Patrimonio de la Humanidad Residencias de la casa real de Saboya en 1997.
- Iglesia de San Giovanni.
- Iglesias barrocas de San Domenico y Santa Maria Maggiore.

LIPU, la Liga italiana para la protección de las aves, estableció el Centro Anatidi e Cicogne en 1985 en una gran granka cerca del castillo como un lugar para la reintroducción de la cigüeña blanca, que se extinguió en Italia como una especie de cría a comienzos del siglo XVIII.  El lugar actualmente incluye un centro de cría para varias especies de patos, gansos y cisnes, en particular la malvasía común que se había dado por extinguido en Italia desde 1976, y una zona de humedal donde los visitantes pueden observar aves migratorias como cigüeñuelas, chorlitejo chico y agujas colinegras.

## Evolución demográfica
| Gráfica de evolución demográfica de Racconigi entre 1861 y 2001 |
|                                                                 |
| Fuente ISTAT - elaboración gráfica de Wikipedia                 |

## Hermanamientos
- Bonneville  Francia
- Cascais  Portugal